# Moerbes (geslacht)
Moerbes is een geslacht van vlinders van de familie snuitmotten (Pyralidae), uit de onderfamilie Phycitinae.

## Soorten
- M. alveolella Ragonot, 1888
- M. dryopella Schaus, 1913
- M. emendata Heinrich, 1956